# کیلوکس (دهانه)
کیلوکس یک دهانه برخوردی در ماه‌ است.